# 希雷 (錫尼亞瓦長老區)
49°41′30″N 25°58′44″E / 49.69167°N 25.97889°E
什雷（羅馬化：Shyly）是烏克蘭的村落，位於該國西部捷爾諾波爾州，由捷尔诺波尔区負責管轄，處於薩姆奇克河畔，面積1.93平方公里，2001年該村落人口570。